# جوليان ونايت (قاتل فترة)
جوليان ونايت (بالإنجليزية: Julian Knight)‏ هو قاتل فترة أسترالي، ولد في 4 مارس 1968.